# 斯托弗海崖
76°10′S 111°46′W / 76.167°S 111.767°W
斯托弗海崖（英語：Stauffer Bluff）是南極洲的海崖，位於瑪麗伯德地，處於塔卡黑火山東北端，美國地質調查局根據測量和該國海軍的空中照片繪入地圖，現時由南極條約體系管理。